# 阿什蘭 (新罕布什爾州普查規定居民點)
阿什蘭（英語：Ashland）是位於美國新罕布什爾州格拉夫頓縣的普查規定居民點。

## 人口
根據2020年美國人口普查的數據，阿什蘭的面積為3.54平方千米，當中陸地面積為3.45平方千米，而水域面積為0.09平方千米。當地共有人口1082人，而人口密度為每平方千米305.65人。